# Tatu-galinha
Tatu-galinha (nome científico: Dasypus novemcinctus), também conhecido como tatu-verdadeiro, tatu-de-folha, tatu-veado, tatu-liso e tatuetê, é um tatu de médio porte encontrado nas Américas do Norte, Central e do Sul, tornando-o o mais comum dos tatus. Seus ancestrais se originaram na América do Sul e permaneceram lá até que a formação do istmo do Panamá permitiu que entrassem na América do Norte como parte do Grande Intercâmbio Americano. É um animal solitário, principalmente noturno, encontrado em muitos tipos de habitats, desde florestas tropicais maduras e secundárias até pastagens e matagais secos. É insetívoro, alimentando-se principalmente de formigas, cupins e outros pequenos invertebrados. Pode pular de 91 a 122 centímetros em linha reta no ar se estiver suficientemente assustado, tornando-se um perigo particular nas estradas. É o pequeno mamífero do estado do Texas.

## Etimologia
Tatu-galinha é uma referência ao sabor de sua carne, que se assemelha à da galinha, bem como ao fato de possuir pelos parecidos com penas em suas patas. "Tatuetê" se origina do tupi tatue'té, "tatu verdadeiro". No vernáculo é designado haru (cuazá); *jêwo; *wêciʔ (tatu-galinha; Proto-macu oriental); iamaiminí, iohú (tatu-galinha) e parampxí (tatu-liso; iranxe); e purususu (tatu-liso; chiquitano).

## Subespécies
- D. n. aequatorialis Lönnberg, 1913
- D. n. fenestratus Peters, 1864
- D. n. hoplites Allen, 1911
- D. n. mexianae Hagmann, 1908
- D. n. mexicanus Peters, 1864
- D. n. novemcinctus Lineu, 1758

As subespécies da América do Norte exibem variabilidade genética reduzida em comparação com as subespécies da América do Sul, indicando que os tatus da América do Norte descendem de um número relativamente pequeno de indivíduos que migraram do sul do Rio Grande.

## Descrição
Os tatus-galinha geralmente pesam de 2,5–6,5 quilos (5,5–14,3 libras), embora os maiores espécimes possam pesar até 10 quilos (22 libras). São uma das maiores espécies de tatus. O comprimento da cabeça e do corpo é de 38–58 centímetros (15–23 polegadas), que se combina com a cauda de 26–53 centímetros (10–21 polegadas), totalizando um comprimento de 64–107 centímetros (25–42 polegadas). Eles têm de 15 a 25 cm (5,9 a 9,8 polegadas) De altura no topo da concha. A camada externa é composta de placas dérmicas ossificadas cobertas por escamas epidérmicas queratinizadas e não sobrepostas, que são conectadas por faixas flexíveis de pele. Esta armadura cobre as costas, os lados, a cabeça, a cauda e as superfícies externas das pernas. A parte inferior do corpo e as superfícies internas das pernas não têm proteção blindada. Em vez disso, são cobertas por uma pele dura e uma camada de cabelo áspero. As vértebras se fixam na carapaça. As garras nos dedos médios dos pés dianteiros são alongadas para cavar, embora não no mesmo grau que as do tatu-canastra, muito maior da América do Sul.
Sua baixa taxa metabólica e baixa termorregulação os tornam mais adequados para ambientes semitropicais. Ao contrário dos tatus-bola sul-americanos, o tatu-galinha não pode se enrolar como uma bola. No entanto, é capaz de flutuar através dos rios inflando seus intestinos ou afundando e correndo em seus leitos. O segundo é possível devido à sua capacidade de prender a respiração por até seis minutos, uma adaptação originalmente desenvolvida para permitir que o animal mantenha o focinho submerso no solo por longos períodos durante o forrageamento. Embora nove seja o seu número típico de bandas, o número real varia de acordo com a área geográfica. Os tatus possuem os dentes típicos de todas as preguiças e tamanduás. Os dentes são todos molares pequenos em forma de pinos com raízes abertas e sem esmalte. Os incisivos se formam nos embriões, mas degeneram rapidamente e geralmente estão ausentes no nascimento.

## Habitat
O tatu-galinha evoluiu em um ambiente quente e chuvoso e ainda é mais comumente encontrado em regiões que lembram seu habitat ancestral. Como um animal muito adaptável, porém, também pode ser encontrado em matagais, pradarias abertas e florestas tropicais. Não pode prosperar em ambientes particularmente frios ou secos, pois sua grande área de superfície, que não é bem isolada por gordura, o torna especialmente suscetível à perda de calor e água.

## Distribuição

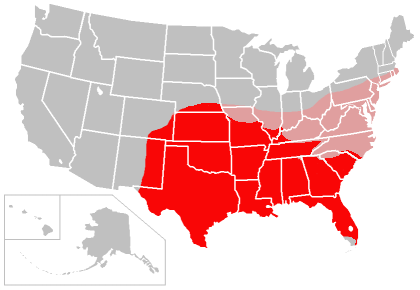
Atual distribuição (em vermelho escuro) e distribuição projetada nos Estados Unidos

O tatu-galinha vem expandindo rapidamente sua área de distribuição ao norte e ao leste nos Estados Unidos, onde é a única espécie de tatu de ocorrência regular. Cruzou o Rio Grande do México no final do século XIX e foi introduzido na Flórida mais ou menos na mesma época por humanos. Em 1995, a espécie já estava bem estabelecida no Texas, Oclaoma, Luisiana, Arcansas, Mississípi, Alabama, Geórgia e Flórida, e foi avistada em lugares distantes como Cansas, Missuri, Tenessi, Kentucky e Carolina do Sul. Uma década depois, se estabeleceu em todas essas áreas e continuou sua migração, sendo avistado ao norte, no sul de Nebrasca, Ilinóis e Indiana. A principal causa dessa rápida expansão é explicada simplesmente pelo fato de as espécies terem poucos predadores naturais nos Estados Unidos, pouco desejo por parte dos americanos de caçar ou comer tatu e a alta taxa reprodutiva dos animais. A expansão para o norte deve continuar até que a espécie alcance o extremo norte de Ohio, Pensilvânia, Nova Jérsei e Coneticute, e todos os pontos ao sul na costa leste dos Estados Unidos. A expansão mais para o norte e para o oeste provavelmente será limitada pela baixa tolerância do tatu a invernos rigorosos, devido à sua falta de gordura isolante e à sua incapacidade de hibernar.
Em 2009, reportagens de jornais indicaram que parecia ter expandido sua distribuição para o norte até Omaha, em Nebrasca, na represa de Kentucky e Evansville, em Indiana. Em 1995, só eram vistos no extremo sul da Carolina do Sul e, dentro de dois a três anos, haviam varrido a maior parte do estado. No final de 2009, a Carolina do Norte começou a considerar o estabelecimento de uma temporada de caça ao tatu, após relatos de que a espécie estava se movendo para o sul do estado (aproximadamente entre as áreas de Charlotte e Wilmington). Fora dos Estados Unidos, segue em direção ao sul através da América Central e do Sul até o norte da Argentina e Uruguai, onde ainda está expandindo sua distribuição. Especificamente no Brasil, é encontrado em toda a extensão do território do país.

## Dieta

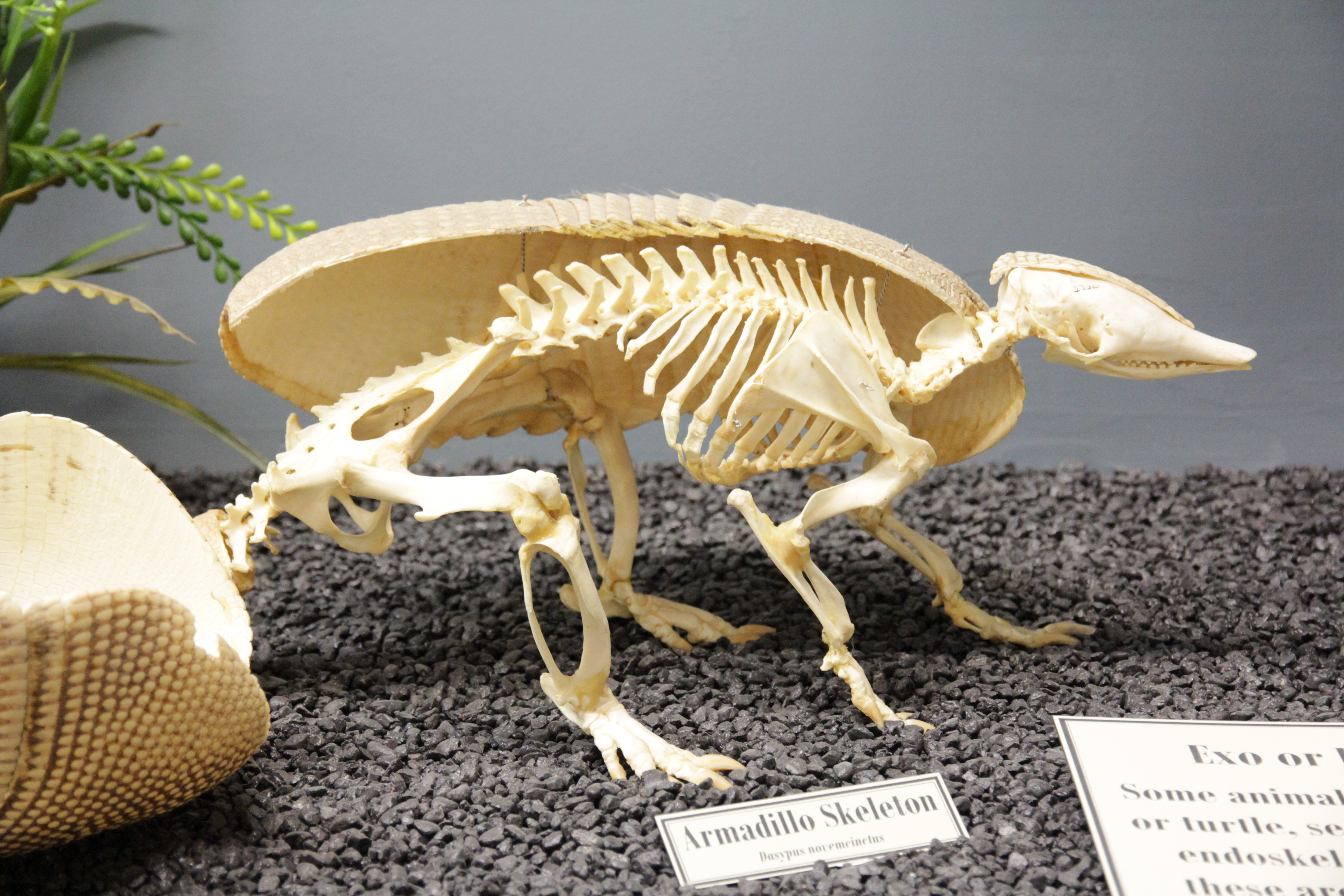
Esqueleto exposto no Museu de Osteologia de Oclaoma

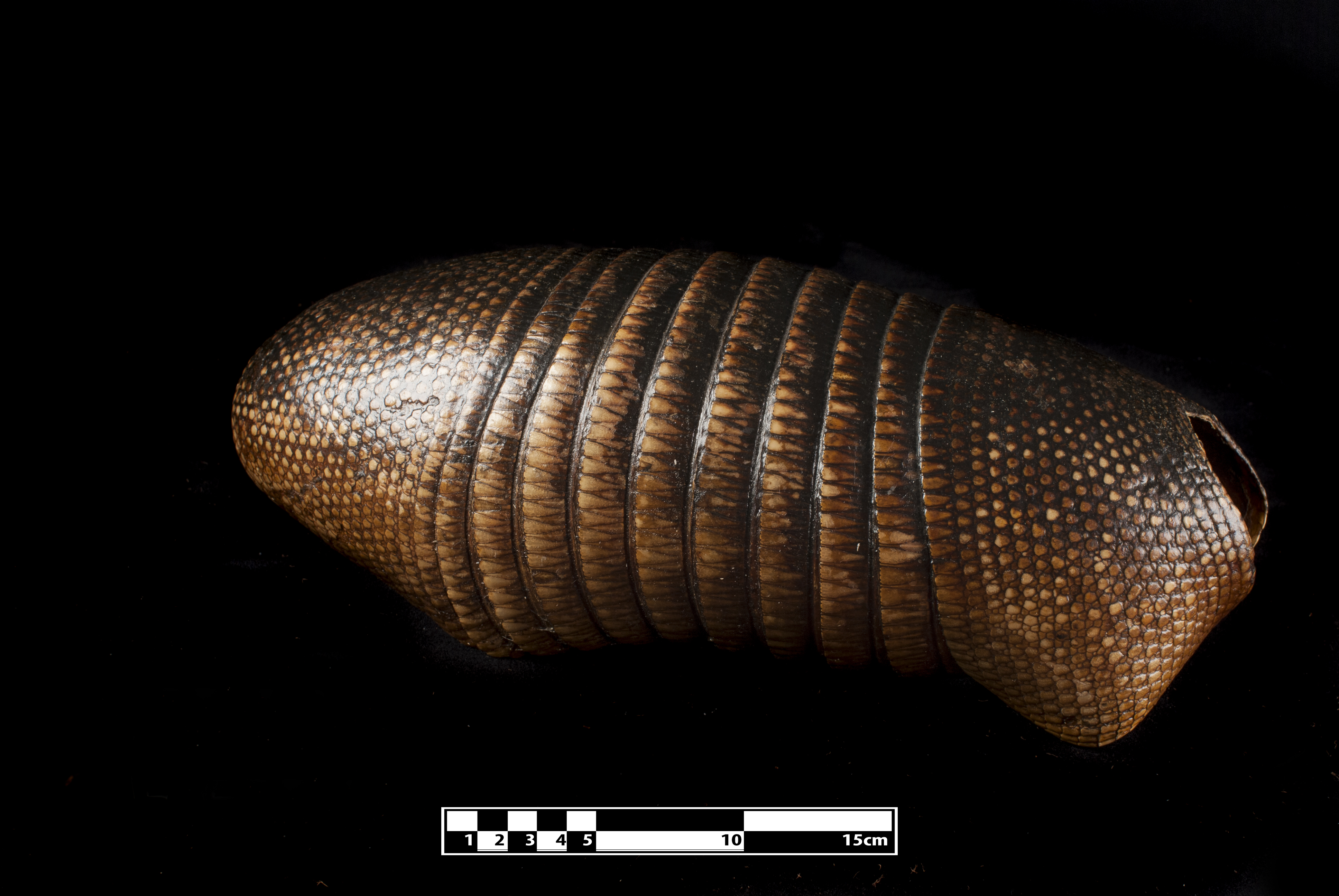
Casco taxidermizado

Os tatus-galinha são geralmente insetívoros. Procuram comida enfiando seus focinhos em solo solto e folhagem e cavando freneticamente em padrões erráticos, parando ocasionalmente para desenterrar larvas, besouros (talvez a parte principal da seleção de presas desta espécie), formigas, cupins e vermes, que seus narizes sensíveis podem detectar até 20 centímetros do solo. Então lambem os insetos com suas línguas pegajosas. Observou-se que tatus-galinha rola em formigueiros para desalojar e consumir as formigas residentes. Complementam suas dietas com anfíbios e pequenos répteis, especialmente nos meses mais invernais, quando tais presas tendem a ser mais lentas e, ocasionalmente, ovos de pássaros e bebês mamíferos. Carniça também é comida, embora talvez a espécie seja mais atraída pelos vermes carregados pelas carcaças do que pela carne. Menos de 10% da dieta desta espécie é composta por matéria não animal, embora fungos, tubérculos, frutos e sementes sejam ocasionalmente consumidos.

## Comportamento
Os tatus-galinha são animais solitários, em grande parte noturnos, que saem para forragear ao anoitecer. São extensos escavadores, com um único animal às vezes mantendo até 12 tocas em sua área de distribuição. Essas tocas têm aproximadamente 20 centímetros de largura, 2,1 metros de profundidade e 7,6 metros de comprimento. Marcam seu território com urina, fezes e excreções de glândulas odoríferas encontradas nas pálpebras, nariz e pés. Os machos possuem territórios de reprodução e podem se tornar agressivos para manter outros machos fora de sua área de vida para aumentar as chances de emparelhar com uma fêmea.

### Predação
Se alarmados, os tatus-galinha podem fugir com velocidade surpreendente. Ocasionalmente, um grande predador pode ser capaz de emboscar o tatu antes que consiga distanciar-se e romper a carapaça dura com uma mordida ou golpe bem colocado. Se a fuga falhar, o tatu pode cavar rapidamente uma trincheira rasa e se alojar lá dentro. Os predadores raramente são capazes de desalojar o animal depois que se enterrou e abandonam sua presa quando não podem romper a armadura do tatu ou agarrar sua cauda cônica. Devido às suas carapaças mais macias, os tatus juvenis são mais propensos a serem vítimas de predação natural e seu comportamento cauteloso geralmente reflete isso. Tendem a forragear no início do dia e são mais cautelosos com a abordagem de um animal desconhecido (incluindo humanos) do que os adultos. Seus predadores naturais conhecidos incluem pumas (talvez o principal predador), lobos guará, coiotes, ursos negros, lobos-vermelhos, onças, crocodilos, linces e grandes raptores. De longe, seu principal predador hoje são os humanos, já que são capturados localmente para obter sua carne e conchas e muitos milhares são vítimas de acidentes de carro todos os anos.

## Reprodução

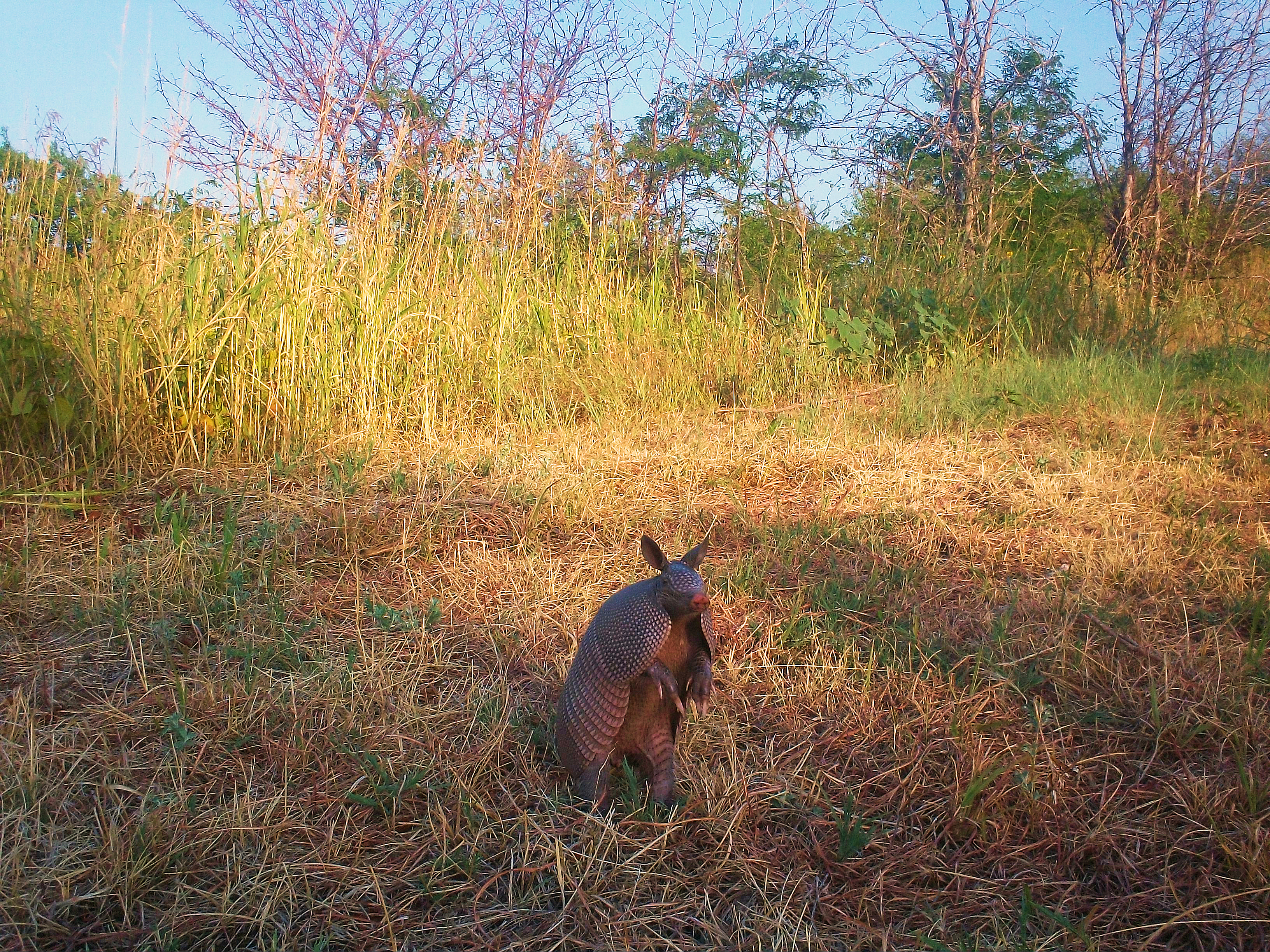
Tatu-galinha sob duas patas

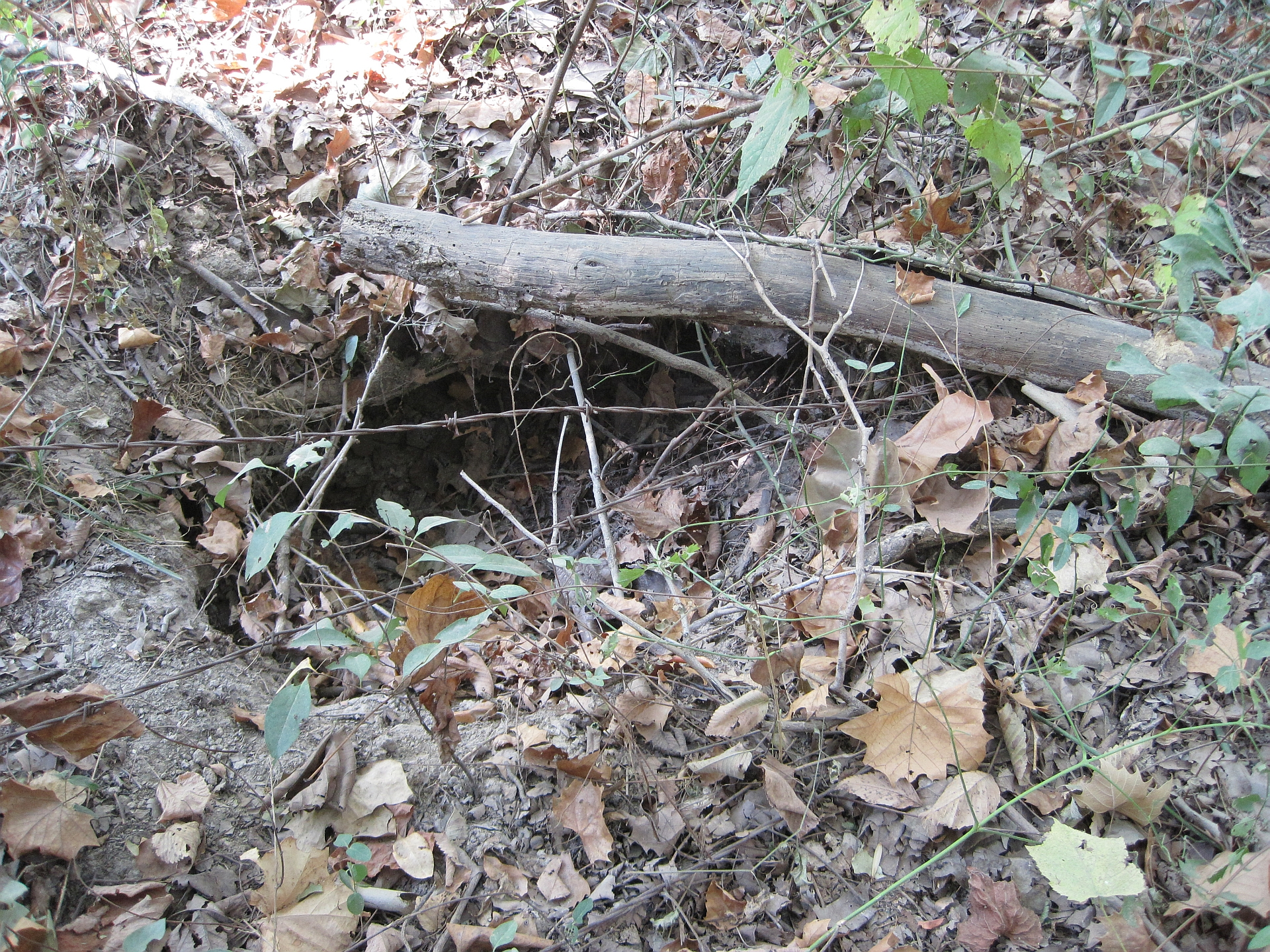
Toca de tatu em Mênfis, no Tenessi

O acasalamento ocorre durante uma estação de acasalamento de dois a três meses, que ocorre de julho a agosto no hemisfério norte e de novembro a janeiro no hemisfério sul. Um único óvulo é fertilizado, mas a implantação é adiada por três a quatro meses para garantir que os filhotes não nasçam durante um período desfavorável. Depois que o zigoto se implanta no útero, ocorre um período de gestação de quatro meses, durante o qual o zigoto se divide em quatro embriões idênticos, presos por uma placenta comum. Nascem em março e pesam 85 gramas. Após o nascimento, os quadrigêmeos permanecem na toca, vivendo do leite materno por cerca de três meses. Então começam a forragear com a mãe, eventualmente saindo depois de seis meses a um ano. Atingem a maturidade sexual com a idade de um ano e se reproduzem todos os anos pelo resto de sua expectativa de vida de doze a quinze anos.[a] Uma única fêmea pode produzir até 56 filhotes ao longo de sua vida. Esta alta taxa reprodutiva é uma das principais causas da rápida expansão da espécie.

## Efeito no ambiente
O forrageamento de tatu-galinha pode causar danos leves ao sistema radicular de certas plantas. Doninhas-fedorentas, ratos-do-algodão, corujas-buraqueiras, cobras-de-pinheiro e cascavéis podem ser encontradas vivendo em tocas de tatu abandonadas. Ocasionalmente, o tatu pode ameaçar a já ameaçada tartaruga-gopher, deslocando-a agressivamente de suas tocas e reivindicando as tocas para si. Estudos mostraram que a pula-pulas costuma seguir tatus para se alimentar de insetos e outros invertebrados deslocados por eles.
Eles são tipicamente caçados por sua carne, que tem gosto de porco, mas são mortos com mais frequência devido à tendência de roubar os ovos de aves domésticas e de caça. Isso fez com que certas populações de tatus-galinha estejam ameaçadas, embora a espécie como um todo não estivesse sob ameaça imediata. Também são valiosos para uso em pesquisas médicas, já que estão entre os poucos mamíferos, além dos humanos, suscetíveis à hanseníase. No Texas, os tatus-galinha são criados para participar de corridas, um esporte de pequena escala, mas bem estabelecido, no qual os animais correm por uma trilha de 12 metros.

### Porco Hoover
Durante a Grande Depressão, a espécie foi caçada por sua carne no leste do Texas, onde era conhecida como "porco de homem pobre", ou "porco Hoover" por aqueles que consideravam o presidente Herbert Hoover o responsável pela Depressão. Em 1995, foi, com alguma resistência, feito o pequeno mamífero do estado do Texas, onde é considerado uma praga.